# Надимовка
Нади́мовка (рос. Надымовка) — селище у складі Івдельського міського округу Свердловської області.
Населення — 443 особи (2010, 786 у 2002).
Національний склад населення станом на 2002 рік: росіяни — 87 %.
Стара назва — Лісоучасток 1-й.